# NGC 229

NGC 229

NGC 229 هي مجرة في كوكبة المرأة المسلسلة اكتشفت في 10 أكتوبر 1879.

## روابط خارجية
- NGC 229 على موقع ويكي سكاي: DSS2, SDSS, GALEX, IRAS, Hydrogen α, X-Ray, Astrophoto, Sky Map, Articles and images